# Tanymecus palliatus
Tanymecus palliatus är en skalbaggsart som först beskrevs av Fabricius 1787.  Tanymecus palliatus ingår i släktet Tanymecus, och familjen vivlar. Arten är reproducerande i Sverige.

## Bildgalleri

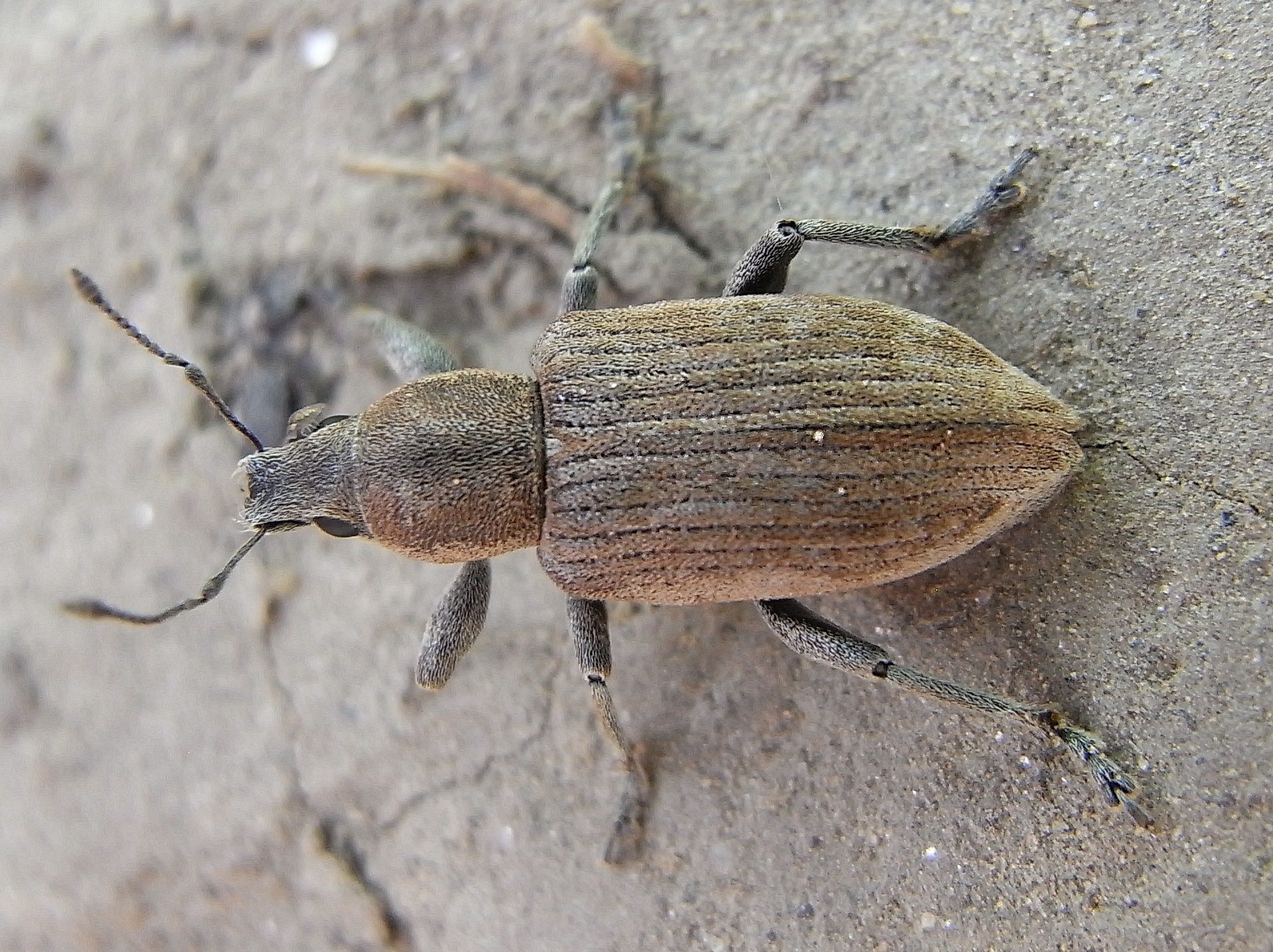
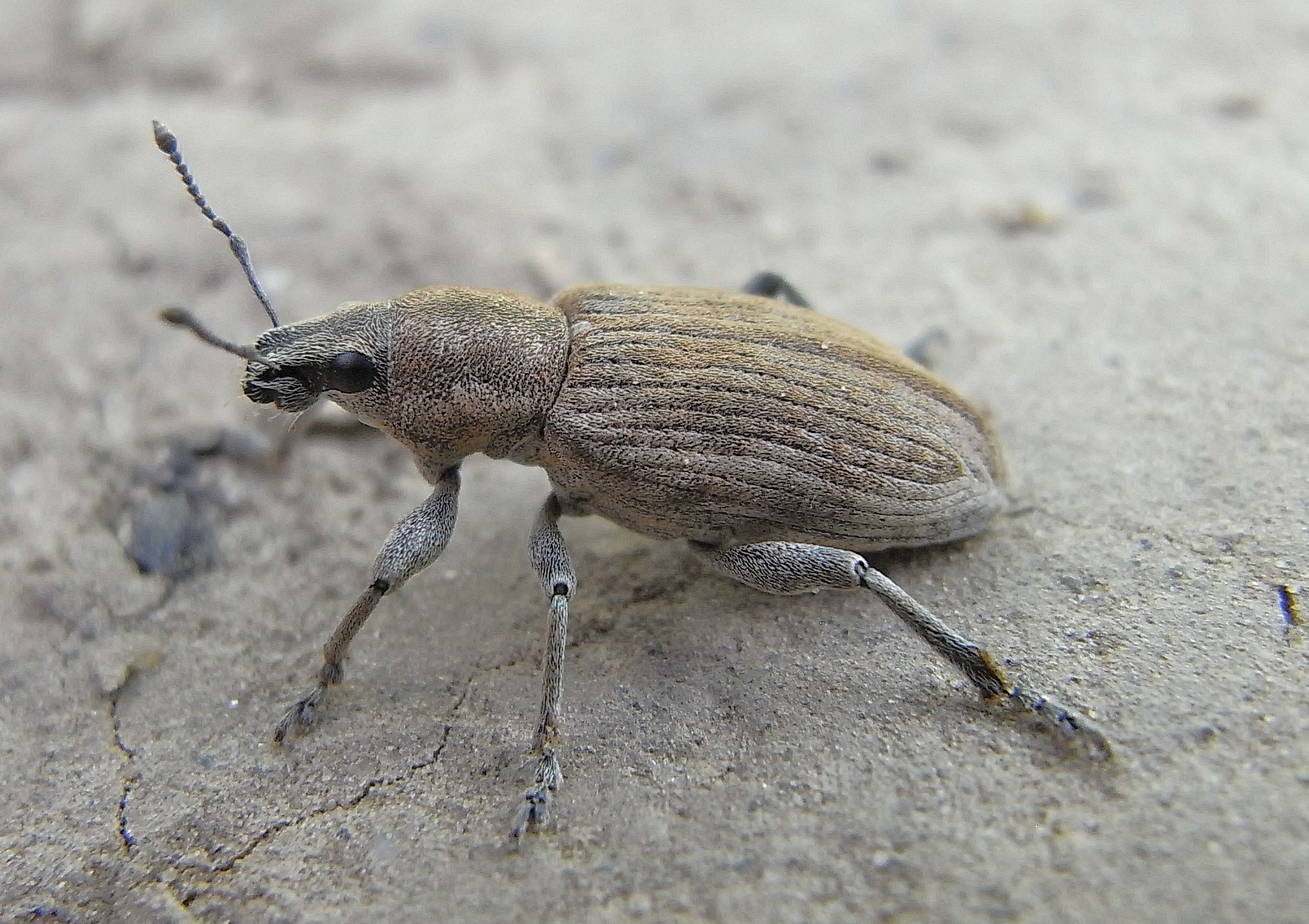
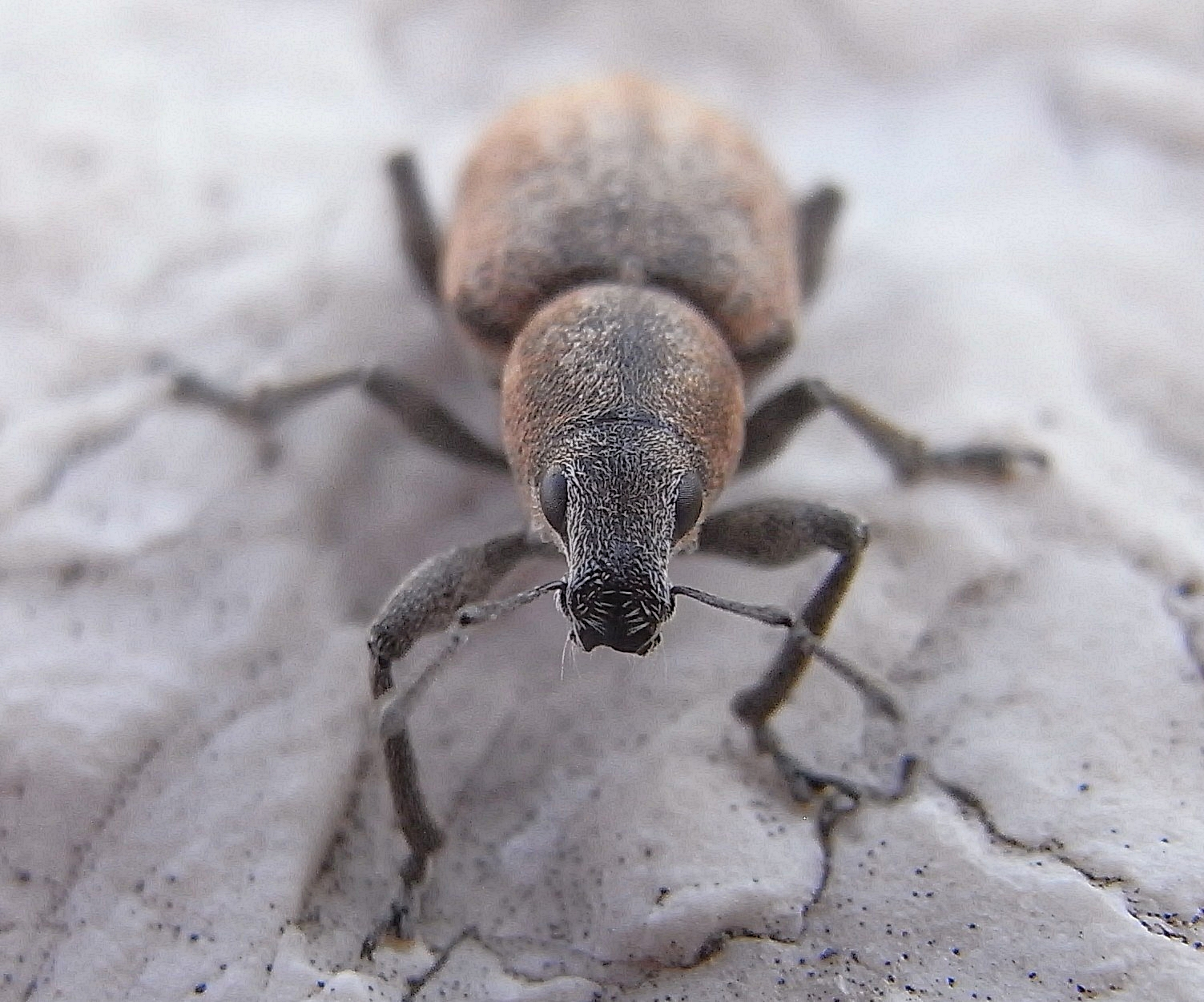